# Ral·li de Sardenya (ral·li raid)
|  | No s'ha de confondre amb Ral·li de Sardenya. |

El Ral·li de Sardenya (anomenat oficialment Sardegna Rally Race i abreujat SRR) és una prova de ral·li raid que es disputa a Sardenya anualment des del 2008. Des del 2009 forma part del Campionat del Món de Ral·lis Cross-Country. L'organitza l'empresa Bike Village, dirigida per Antonello Chiara i Gianrenzo Bazzu. La darrera edició fins al moment ha estat la del 2017.

## Llista de guanyadors recents
| Any                    | Pilot              | Moto      |
| ---------------------- | ------------------ | --------- |
| 2008                   | Cyril Despres      | KTM       |
| 2009                   | Cyril Despres      | KTM       |
| 2010                   | Marc Coma          | KTM       |
| 2011                   | Marc Coma          | KTM       |
| 2012                   | Jordi Viladoms     | KTM       |
| 2013                   | Marc Coma          | KTM       |
| 2014                   | Alessandro Botturi | Husqvarna |
| 2015                   | Matthias Walkner   | KTM       |
| 2016                   | Joan Pedrero       | Sherco    |
| 2017                   | Alessandro Botturi | Yamaha    |
| 2018-2024: No disputat |                    |           |